# Christina Robinson
Christina Robinson (* 2. August 1997) ist eine US-amerikanische Kinderdarstellerin und Schauspielerin.

## Leben und Karriere
Robinson, die ihre Filmkarriere 2007 startete, wurde durch ihre Rolle als Astor Bennett in der US-Fernsehserie Dexter bekannt. Sie verkörperte die Tochter von Rita Bennett, die mit Dexter, der Hauptperson der Serie, liiert ist. Sie ist seit 2006 als Schauspielerin tätig und hat eine Zwillingsschwester namens Courtney.

## Filmografie
- 2006–2010, 2012: Dexter (Fernsehserie)
- 2007: Anthem
- 2007: The Lost Journal of Vice Marceaux
- 2008: Viola: The Traveling Rooms of a Little Giant
- 2008: Abigail
- 2009: Little Miss Badass
- 2009: Narcissus Dreams
- 2016: Emma’s Chance
- seit 2017: Syn (Fernsehserie)
- 2018: The Manor
- 2019: Philophobia – or the Fear of Falling in Love